# Parodon alfonsoi
Parodon alfonsoi is een straalvinnige vissensoort uit de familie van de rotszalmen (Parodontidae). De wetenschappelijke naam van de soort is voor het eerst geldig gepubliceerd in 2011 door Londoño-Burbano, Román-Valencia & Taphorn.